# Maurice Étiennez
Maurice Étiennez est un fonctionnaire municipal, maire par intérim de Nantes en 1815, à la fin des Cent-Jours, et en 1830, à la chute de Charles X.

## Biographie

### Secrétaire en chef de la mairie de Nantes (1813-1838)
Maurice Étiennez est secrétaire en chef de la mairie de Nantes de 1813 à 1838. À deux reprises, il occupe pour une courte période le fauteuil de maire, dans des circonstances politiques particulières.
Dans la municipalité Bertrand-Geslin de 1808, il y a un « secrétaire-greffier », Antoine Saveneau. Dans la municipalité du Fou de 1813, Maurice Étiennez exerce la fonction de « secrétaire en chef », depuis une date non précisée (entre 1808 et 1813).

### Commissaire délégué en 1815
Le 7 juillet 1815, Louis XVIII révoque tous les corps administratifs ayant opéré durant les Cent-Jours. Le 11 juillet, Jean-Baptiste Bertrand-Geslin annonce la fin de ses fonctions. Le préfet remet ses fonctions au conseiller de préfecture Allotte, qui sollicite d’abord François-Marie-Bonaventure du Fou ; celui-ci ayant refusé, Allotte désigne Maurice Étiennez comme « commissaire délégué » chargé de remplir provisoirement les fonctions de maire.
Les auteurs du Livre doré l’inscrivent comme maire, mais sans lui donner de numéro d’ordre, étant donné qu’il n’a été nommé que par arrêté préfectoral.
Le mandat de Maurice Étiennez ne dure que jusqu’au 19 juillet, date de l’installation de François-Marie-Bonaventure du Fou.

### Délégué en 1830
À la suite de l’annonce de l’accession au pouvoir de Louis-Philippe, connue le 2 août à Nantes, le maire de Nantes, Louis-Hyacinthe Levesque quitte la ville (ainsi que le préfet), laissant sa fonction au premier adjoint, Nicolas Bernard des Essarts, assisté d’un autre adjoint, Henry de La Tullaye. Le 3, ils donnent tous deux leur démission au conseiller de préfecture Mayet. Le 4, le conseil municipal réuni ne trouvant pas de successeur, Mayet désigne Maurice Étiennez comme « délégué » chargé « jusqu’à nouvel ordre » des fonctions des deux démissionnaires, en fait les affaires municipales courantes. Ce mandat dure jusqu’au 17 août, date de l’installation de Philippe-René Soubzmain.
Maurice Étiennez reste ensuite secrétaire en chef de la mairie pendant les mandats de Philippe-René Soubzmain et de Ferdinand Favre, jusqu’au 31 mars 1838. Il est remplacé par Henri Billeheust de Saint-Georges et est gratifié du titre de secrétaire en chef honoraire.